# Organe juxta-oral
 (août 2024).
L'organe juxta-oral (ou organe de Chievitz) est une petite structure située dans la partie postéro-inférieure de la glande parotide et médial au muscle ptérygoïdien médial.

## Structure
L'organe juxta-oral est un petit prolongement de tissu glandulaire long de 10 à 14 mm et d'un diamètre de 1 à 2 mm.
L'organe est constitué d'un cordon central ramifié de parenchyme épithélial, noyé dans un tissu conjonctif particulièrement riche en fibres nerveuses et en récepteurs sensoriels.

## Historique
À l'origine, cette formation n'était connue que des embryologistes (« organe de Chievitz ») et était considérée comme une structure rudimentaire transitoire, disparaissant avant la naissance.
Il a été observé pour la première fois chez des embryons par Johan Henrik Chievitz en 1885.
En 1953, Wolfgang Zenker a prouvé que cette formation présente un développement ultérieur et peut être trouvée chez les adultes.
Depuis lors, plusieurs études ont été réalisées qui on démontré que cette structure se produit non seulement à tous les stades de la vie humaine mais aussi chez de nombreux autres mammifères et reptiles et qu'aucun signe d'involution n'a pu être détecté chez aucune des espèces étudiées. Elle a été renommée - d'un point de vue topographique - « organe juxtaoral » par Zenker et Salzer en 1962.
Les résultats des études de Zenker et de son groupe sur cet organe ainsi que l'historique des recherches sont résumés dans la monographie Juxtaoral Organ: Morphology and Clinical aspects, Urban et Schwarzenberg, 1982.

## Aspect clinique
L'organe juxta-oral peut très rarement s'agir du siège d'une tumeur,,,